# Pfarrkirche St. Johannes der Täufer (Kortsch)

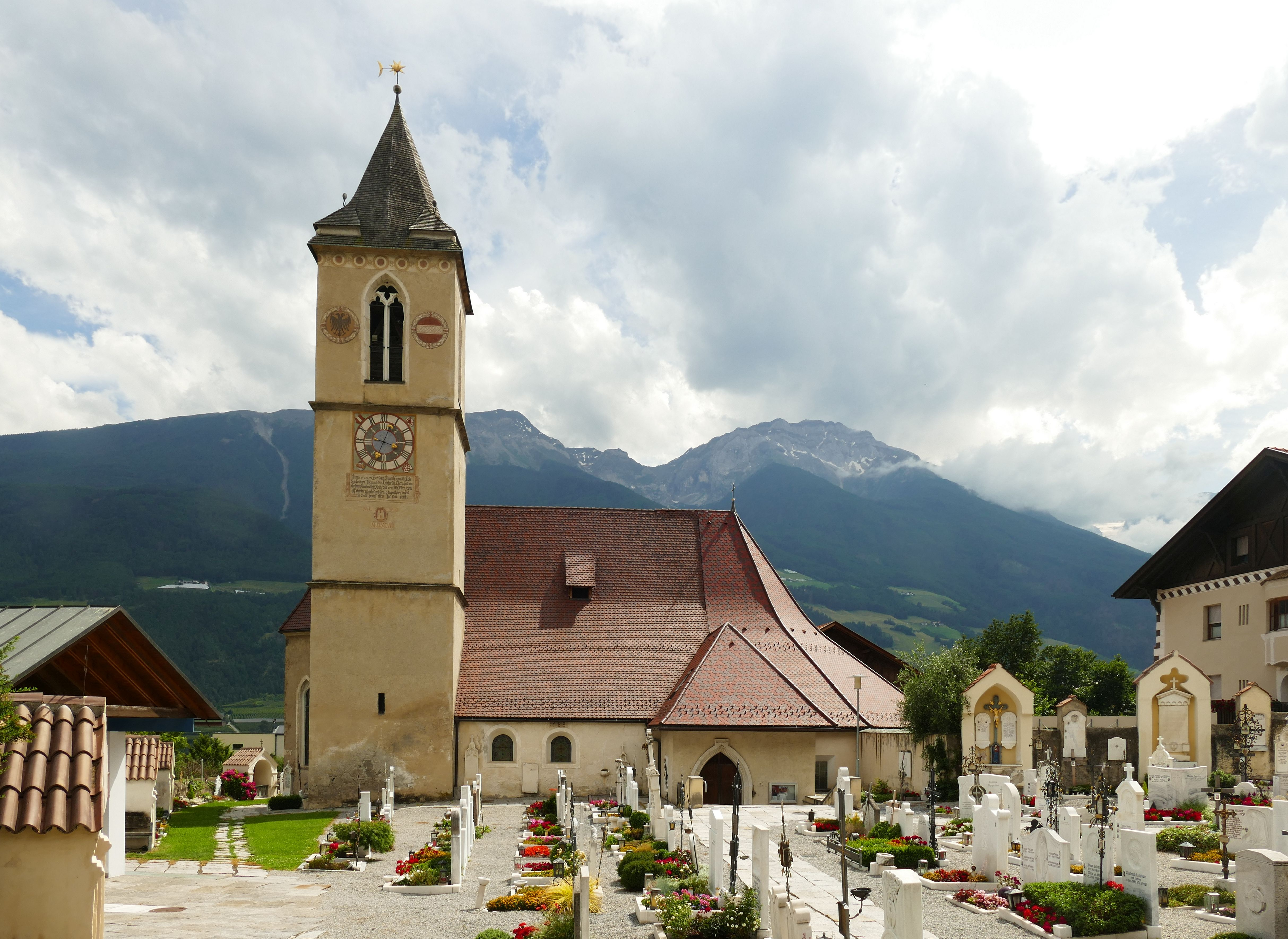
St. Johannes der Täufer von Norden. Links im Vordergrund die moderne Friedhofskapelle

Die Kirche St. Johannes der Täufer ist die römisch-katholische Pfarrkirche der Ortschaft Kortsch, einer Fraktion der Südtiroler Gemeinde Schlanders.

## Geschichte
Der heutigen Kirche gingen wohl mehrere Vorgängerbauten voraus. Von einer Kirche aus karolingischer Zeit haben sich wenige Fragmente erhalten, die heute am Sakramentshaus der Kirche angebracht sind.
Der 1432 erstmals urkundlich erwähnte Chor, der in einem Fünfachtelschluss mündet, entstammt der Gotik, genauso wie das Westportal (heute an der an Nordseite), das durch eine Inschrift auf das Jahr 1483 datiert ist.
Im Jahr 1588 erfolgte der Anbau eines nördlichen Seitenschiffs; 1597 wurde der ursprünglich romanische Turm um elf Klafter erhöht, wie eine Inschrift an der Nordseite des Turmes berichtet.
Auf dem Friedhof, in direkter Nähe zur Kirche, wurde 1699 von Hans Strimmer und seiner Frau eine Kapelle gestiftet, die später mit dem Kirchenschiff verbunden wurde.
In der Zeit um 1756 erfolgte die Barockisierung des Kirchenraumes. Im Zuge dessen wurden die gotischen Strebepfeiler und das Rippengewölbe entfernt. Letzteres wurde durch ein Stichkappengewölbe ersetzt.
Da die Kirche für die wachsende Gemeinde zunehmend zu klein wurde, wurde an die Westseite des Kirchenschiffs in den Jahren 1978 und 1979 ein Erweiterungsbau angefügt, in dem sich seither das Presbyterium befindet. Der Entwurf zu der Erweiterung stammte von Karl Rappold. Im Zuge der Bauarbeiten wurde die historische Westwand des Kirchenschiffs abgetragen und das Westportal an die Nordseite der Kirche umgesetzt. Eine gotische Totenkapelle, die in den Westbau integriert wurde, dient heute als Sakristei.

## Ausstattung

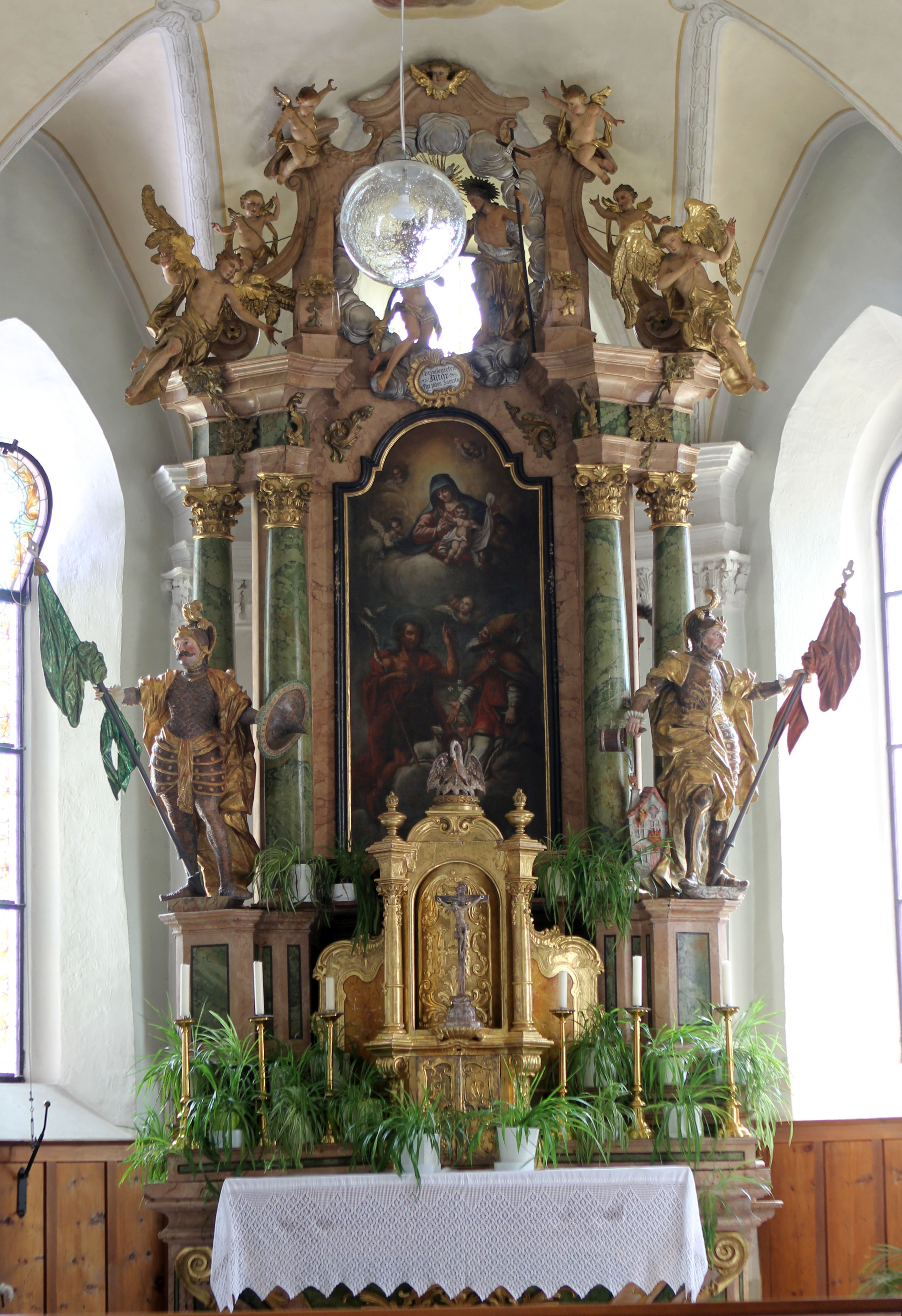
Barockes Hochaltarretabel

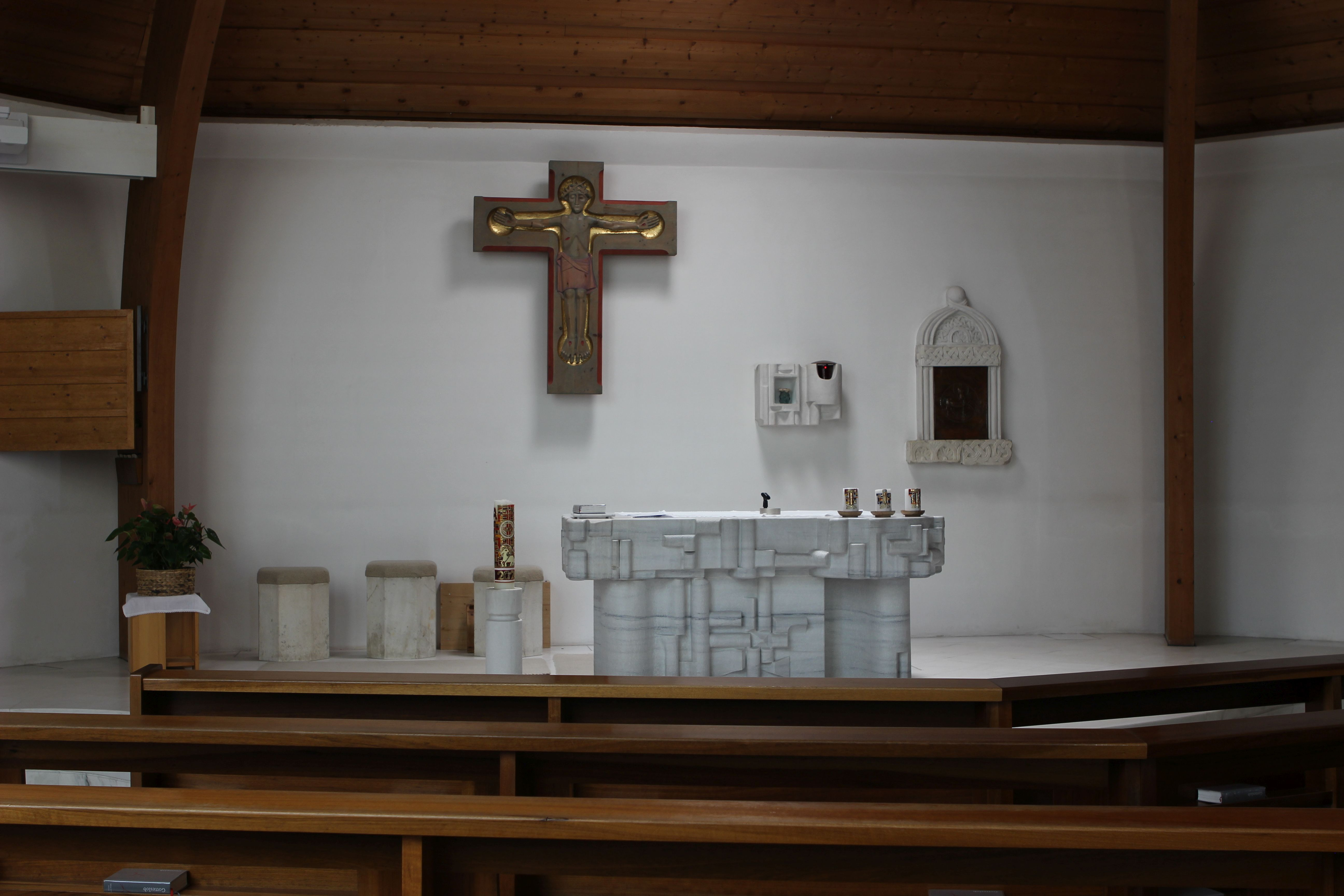
Volksaltar im Westbau

Im Ostchor der Kirche steht der barocke Hochaltar von Josef Jakob Witwer. Das Altarbild zeigt im oberen Teil die Gottesmutter mit dem Jesuskind, im unteren Bereich sind die hll. Korbinian, Laurentius und Johannes der Täufer dargestellt. Seitlich des Bildes stehen die Figuren der hll. Georg und Florian. Im Giebel des Altars befindet sich die figürliche Darstellung der Taufe Jesu im Jordan. Einige dieser Skulpturen wurden von Johann Georg Witwer geschaffen.
Über dem Altar ist zeigen Wandmalereien die vier Evangelistensymbole. Im Joch davor befindet sich ein Heiliggeistloch.
An der Nordwand des Chores hängt eine im 18. Jahrhundert entstandene Kreuzigungsgruppe; an derselben Seite ist die Kanzel aus der Zeit um 1700 angebracht.
Im nördlichen Seitenschiff befindet sich ein Gemälde von 1690, welches den Tanz der Salome und die Enthauptung Johannes des Täufers zeigt. Dort hängt auch der Kreuzweg der Kirche aus dem 18. Jahrhundert.
In der südlichen Seitenkapelle steht ein Barockaltar von Gregor Schwenzengast, in dessen Giebel sich eine Kreuzigungsgruppe aus der Zeit um 1500 befindet.
Für den Westbau der Kirche schuf der Kortscher Künstler Karl Grasser Ende der 1970er Jahre den Volksaltar, die Sedilien, den Ambo und das Sakramentshaus in Laaser Marmor. Letzteres wurde aus Fragmenten des karolingischen Vorgängerbaus und zeitgenössischen Ergänzungen zusammengefügt.
Rechts neben dem Volksaltar steht ein kleiner Flügelaltar, der aus der Ägidiuskirche stammt, die oberhalb von Kortsch liegt. Er wurde nach 1500 geschaffen und 1906 in die Pfarrkirche übertragen. Im Schrein des Altares, der von einer Kreuzigungsgruppe bekrönt wird, ist Maria, umgeben von den hll. Ägidius und Dorothea dargestellt. Die Innenseiten der Flügel zeigen die hll. Jakobus der Ältere (links) und Wendelin (rechts). Sind die Flügel geschlossen, ist die Verkündigung an Maria zu sehen. Die Predella des Altars zeigt im geöffneten zustand die hll. Florian und Georg; auf der Rückseite der kleinen Predellaflügel sind die Pestpatrone Rochus und Sebastian dargestellt.
An der Ostwand des Westbaus befindet sich ein Glasfenster des aus Kortsch stammenden Künstlers Robert Scherer. Es zeigt die Taufe Jesu sowie die hl. Katharina von Alexandrien und weitere Heilige.
Zur weiteren Ausstattung der Kirche gehören mehrere Heiligenfiguren, wie die spätmittelalterliche Skulptur eines Bischofs und eine Pietà aus der Zeit um 1400.
Die Orgel der Kirche wurde von der kärntner Orgelbaufirma Zanin erbaut.

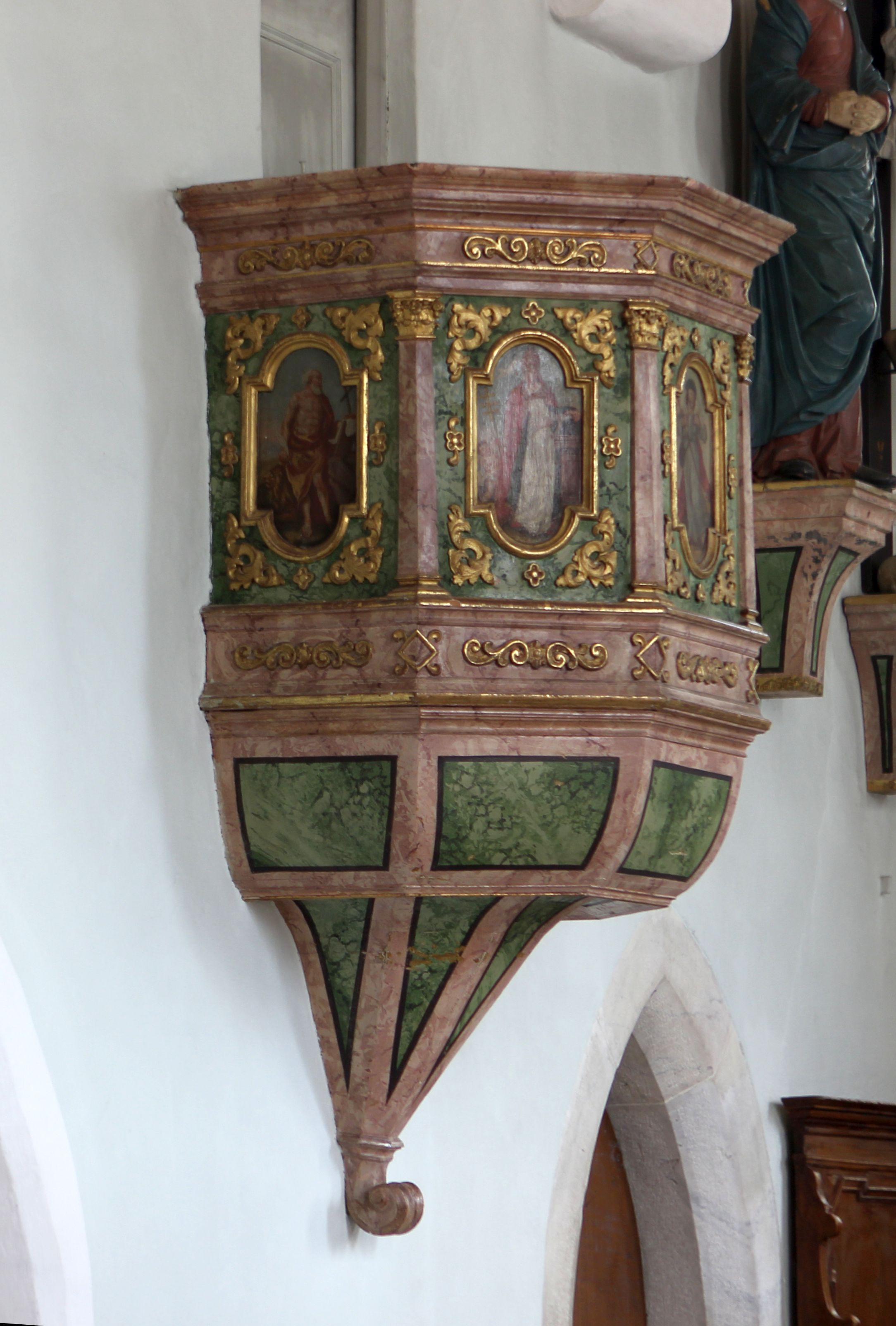
Kanzel
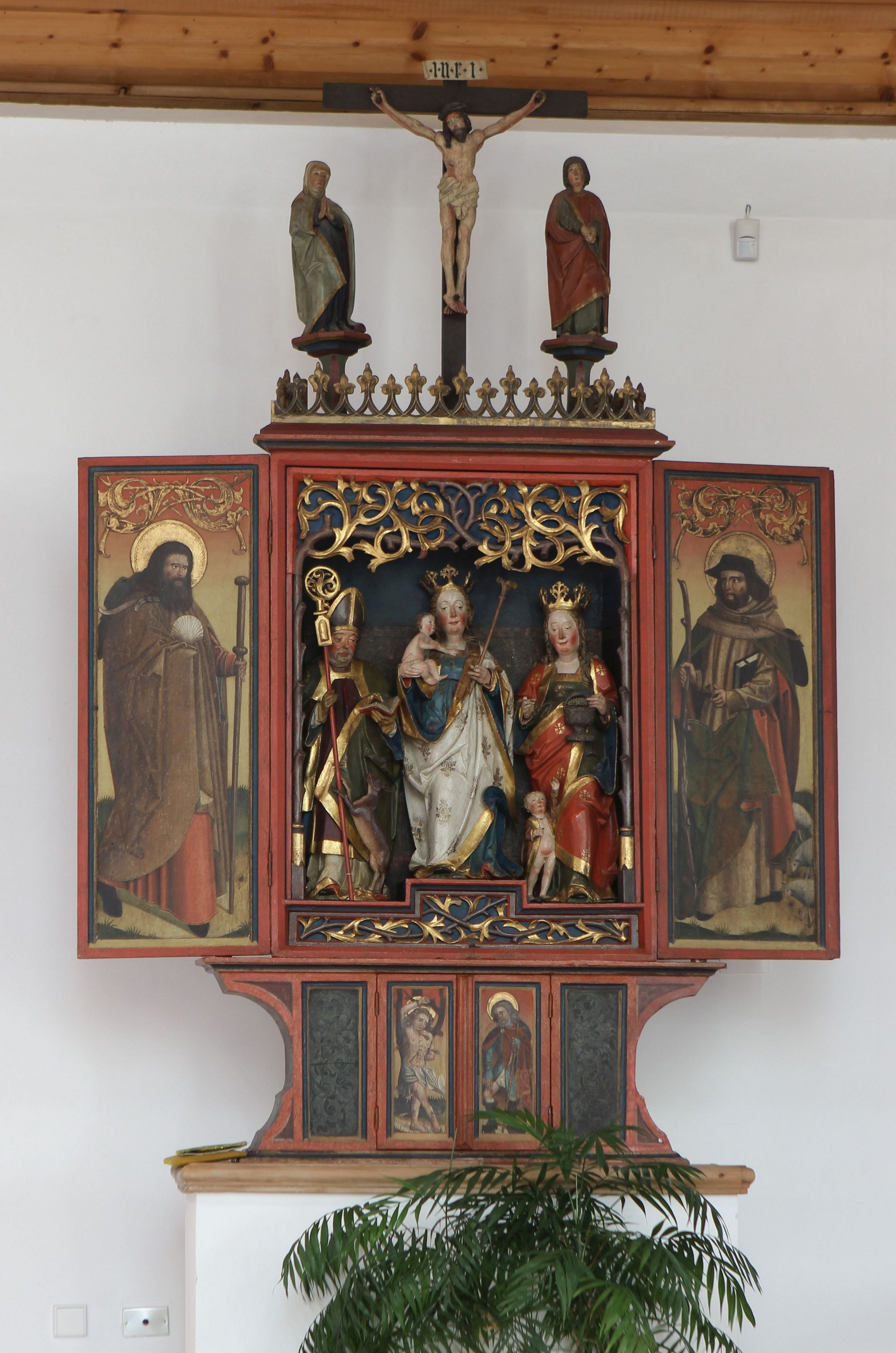
Flügelretabel aus St. Ägidius
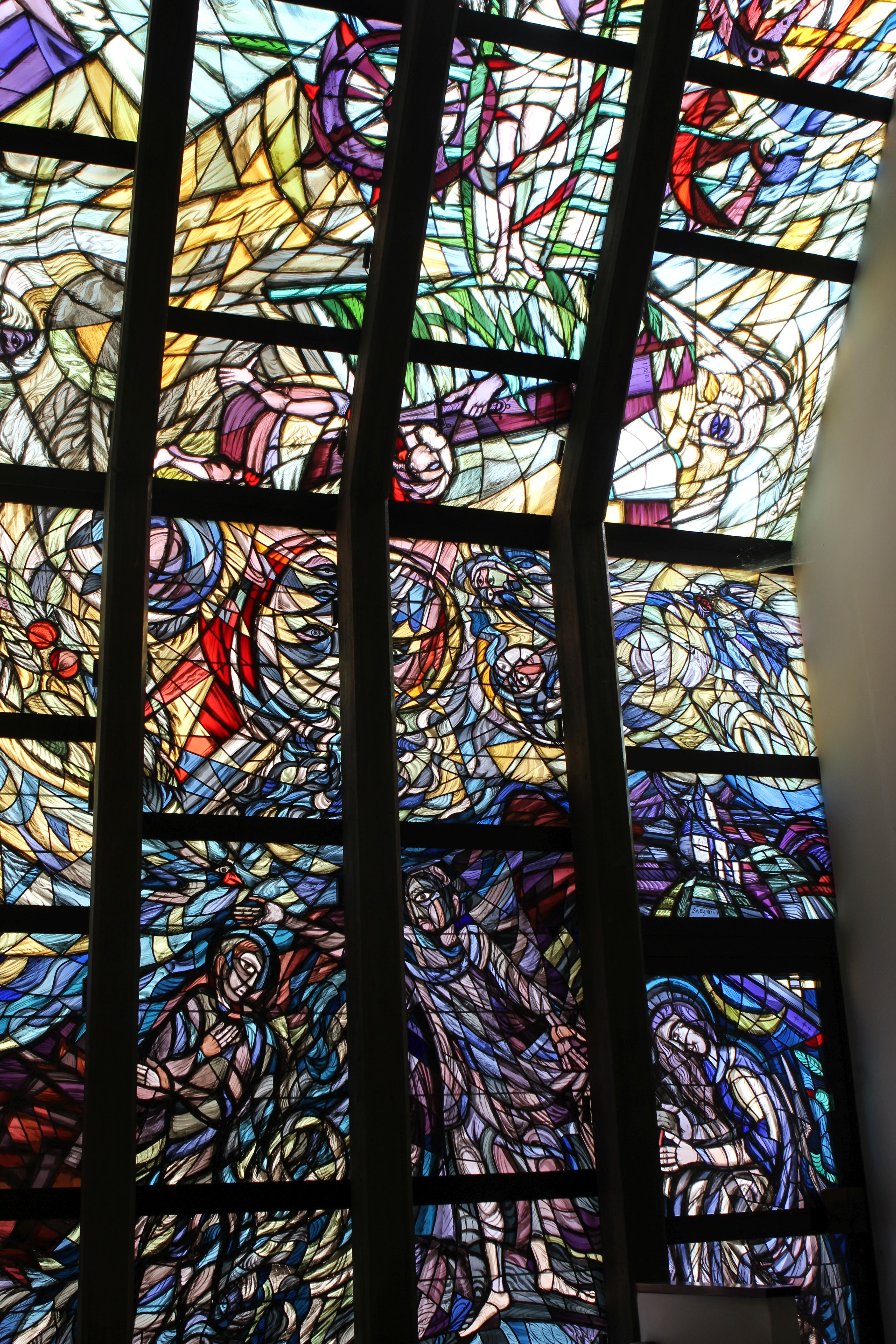
Glasfenster von Robert Scherer
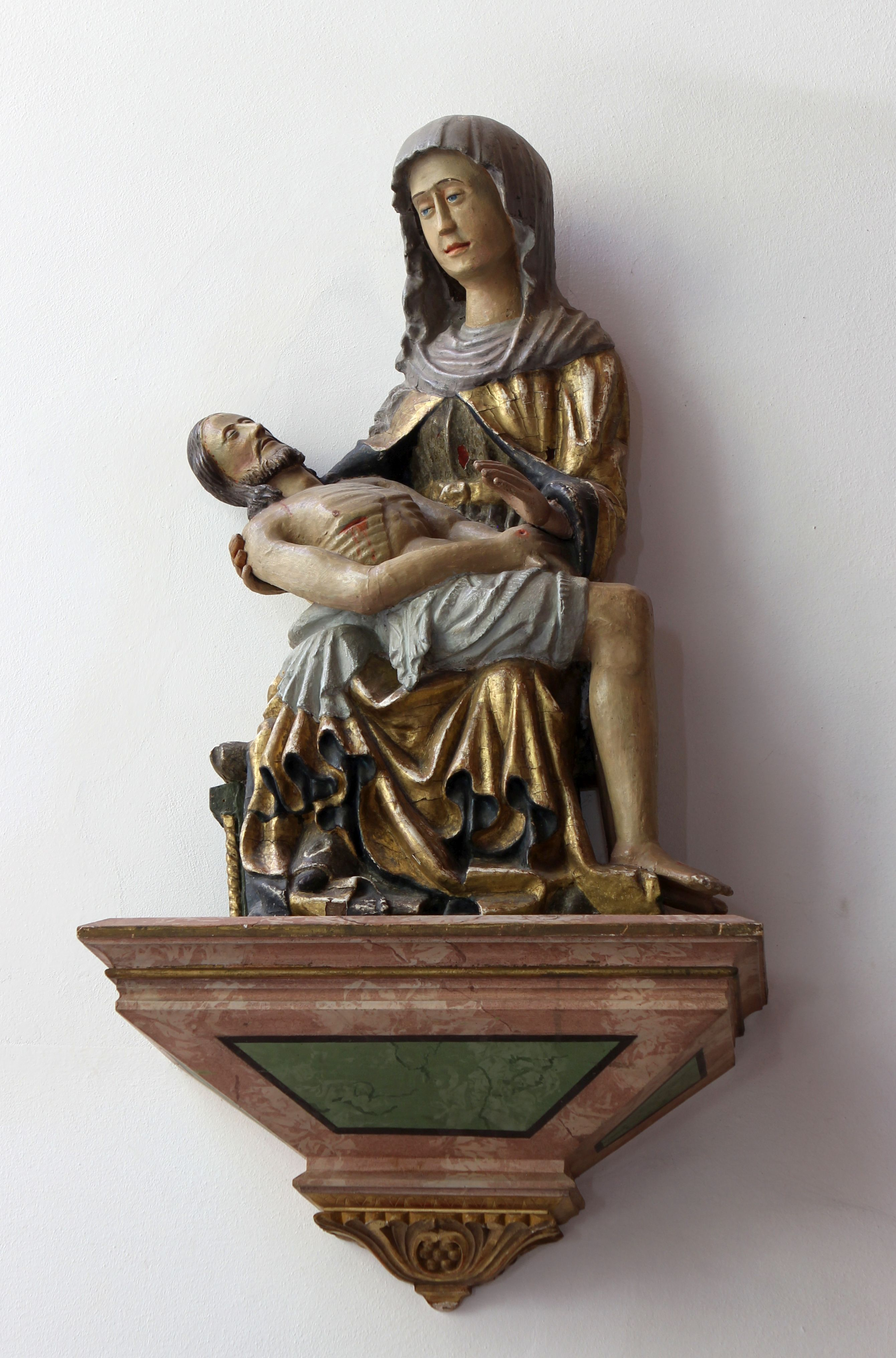
Pietà, um 1400

## Turm

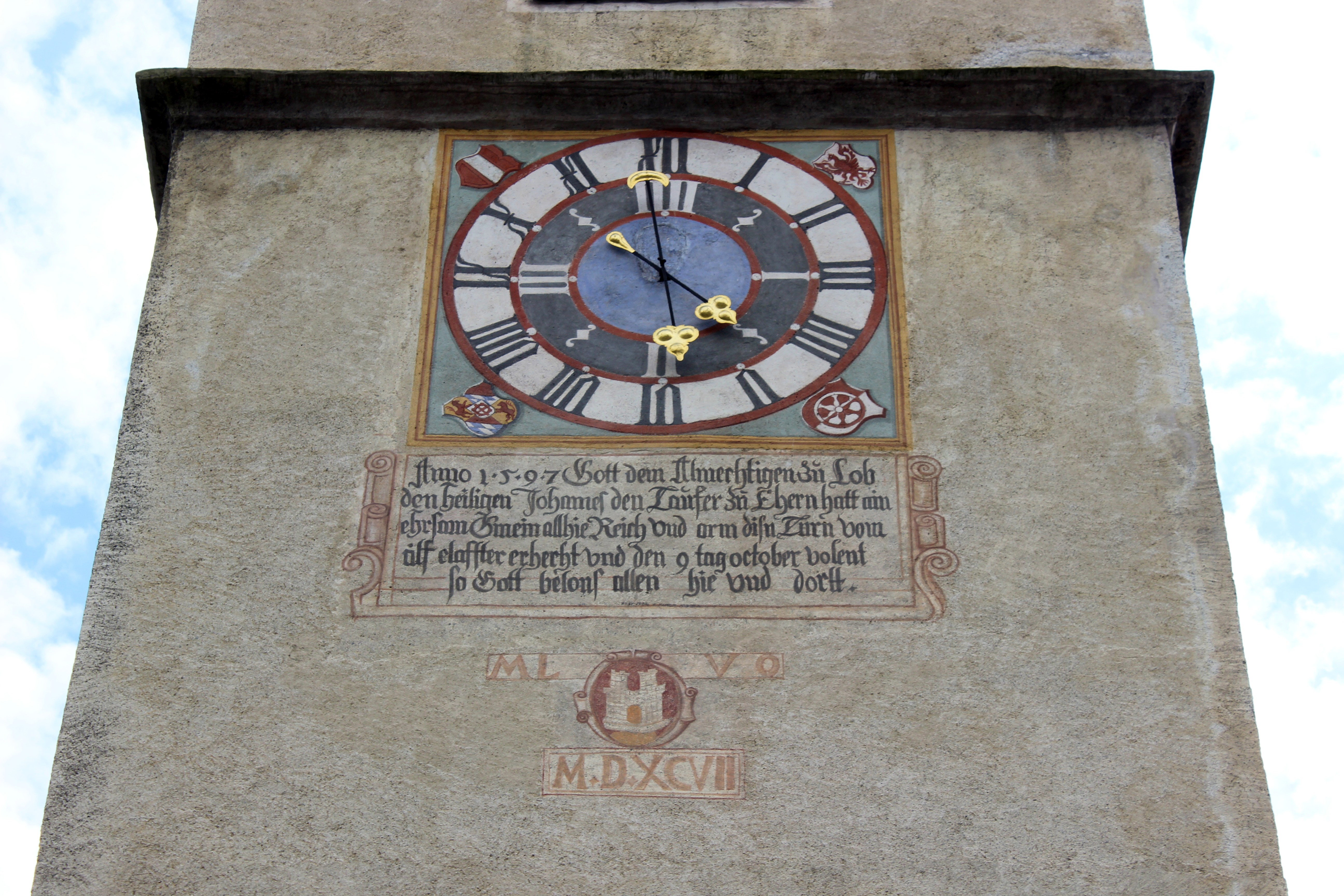
Turm, Detail mit Zifferblatt und Schriftzug auf der Nordseite

Der dreistöckige Turm ist mit mehreren Mustern und Wappen verziert. Besonders die Nordseite ist reich gestaltet. Dort ist das spitzbogige Schallfenster von zwei runden Wappenschilden umgeben, die von stilisierten Kränzen gerahmt werden. Das linke Schild zeigt den Doppeladler der Habsburger; das rechte den Bindenschild. Im Stockwerk darunter befindet sich das Zifferblatt der Turmuhr, in dessen Ecken die Wappen Österreichs (links oben), Tirols (rechts oben), der Hendl (links unten) und der Montani (rechts unten) dargestellt sind. Unterhalb des Zifferblattes befindet sich der Schriftzug, der auf das Aufstocken des Turmes im Jahr 1597 verweist: 
den heiligen Johannes den Täufer zu Ehern hatt ain 
ehrsam Gmein allhie Reich und arm disen Turn vom
älf claffter erhecht und den 9ten tag october volent
Unterhalb des Pyramidendaches umzieht ein Scheibenornament den Turm. Darüber, in den Zwickeln des Turmdaches, befindet sich insgesamt vier marmorne Masken, welche noch vom romanischen Turm der Kirche stammen.
Am 19. Juli 2025 wurde die Schindeldeckung des Turmhelmes durch einen Blitzschlag erheblich beschädigt.

## Friedhofskapelle
Die moderne Kapelle auf dem Friedhof wurde im Jahr 1989 errichtet. Für den Entwurf zeichnete Walter Dietl verantwortlich. Bis 1978 wurde eine gotische Kapelle verwendet, die heute als Sakristei dient.